# Valaliky
Valaliky ist eine Gemeinde im Kreis Košice-Umgebung im ostslowakischen Kraj Košice. Sie liegt im südlichen Teil des Kaschauer Beckens am rechten Ufer des Flusses Hornád, etwa 10 km von Košice und 15 km von der ungarischen Grenze entfernt.

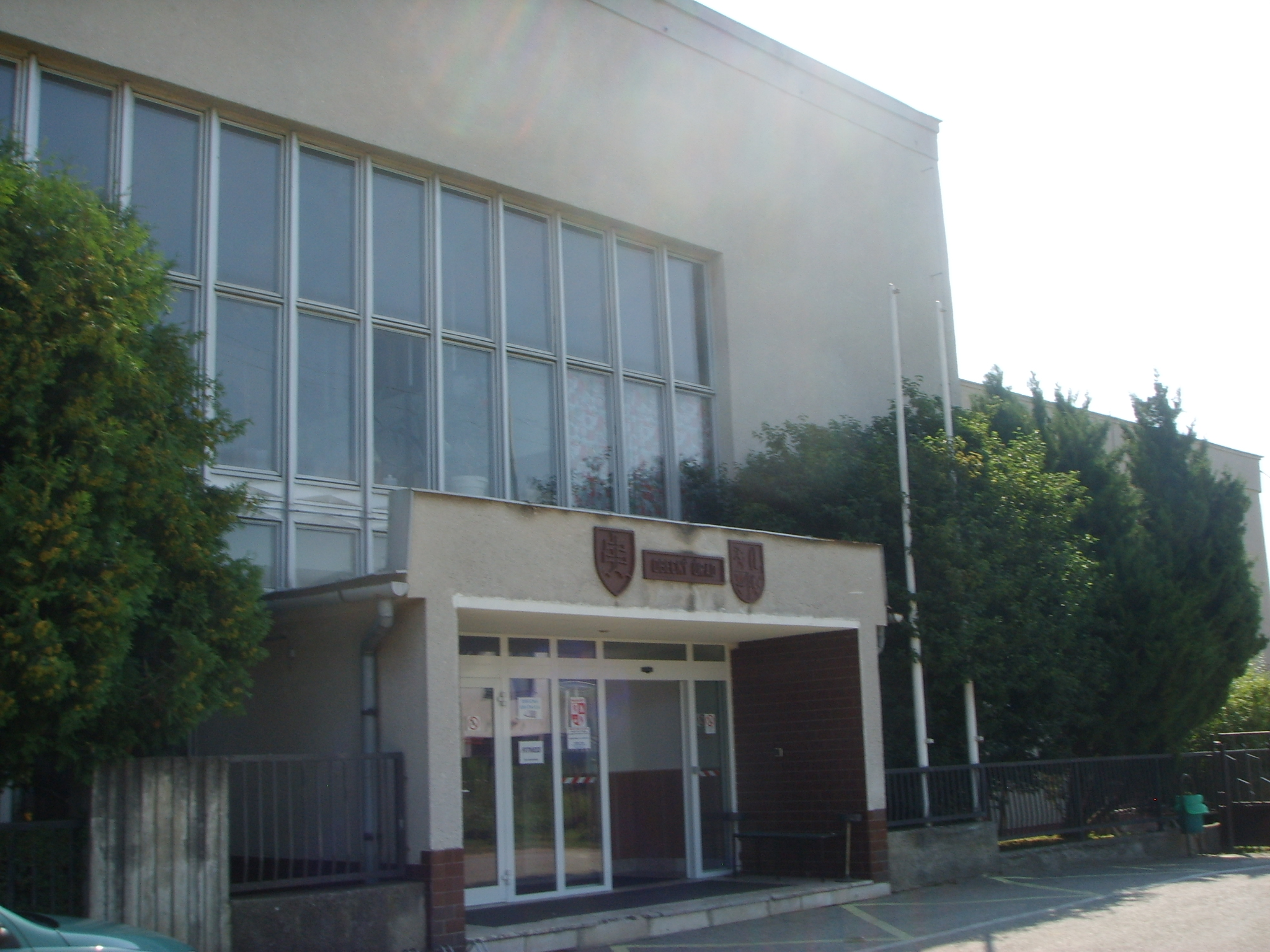
Das Gemeindeamt von Valaliky

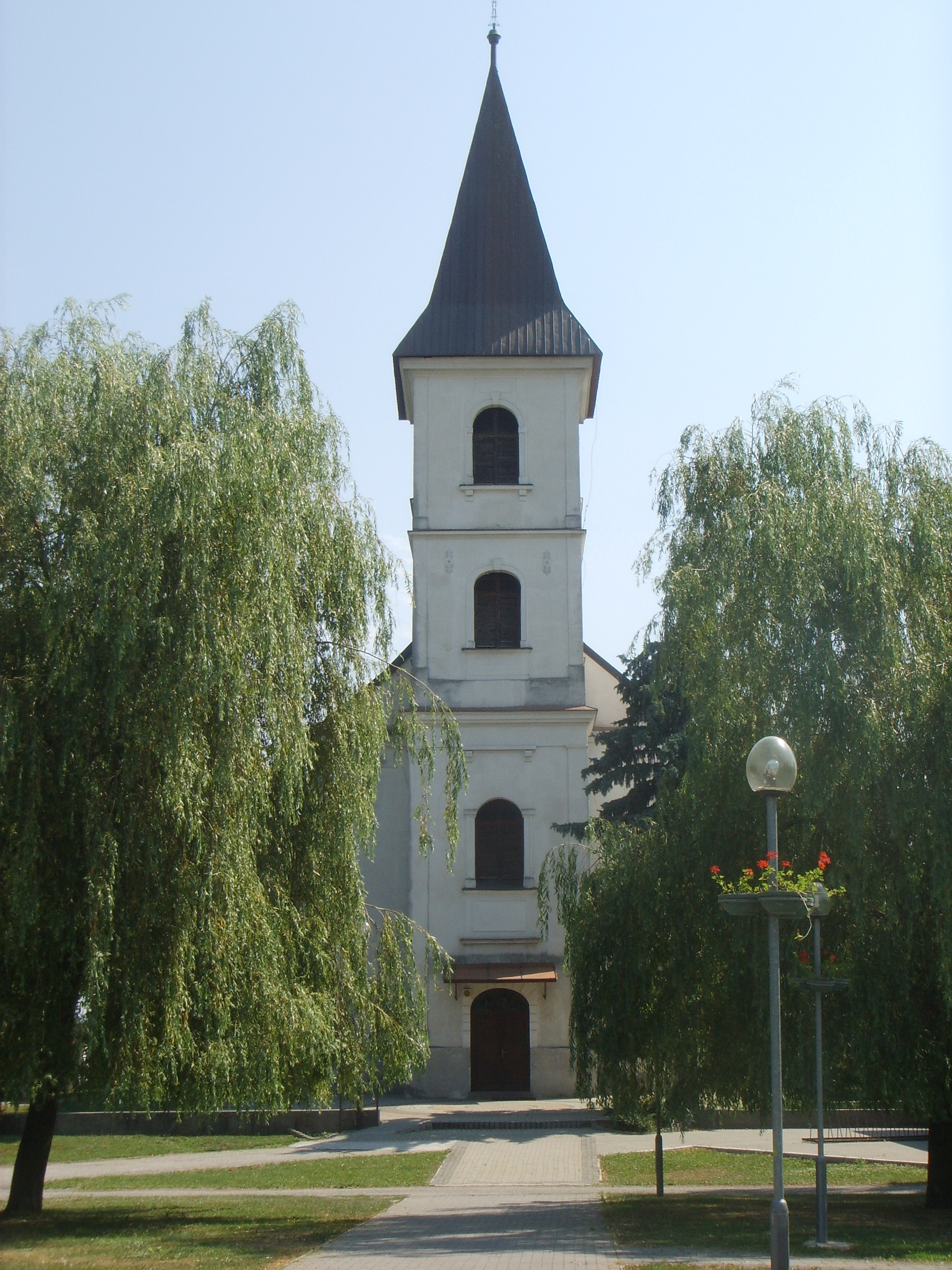
Kirche

Die heutige Gemeinde entstand 1961 durch Zusammenschluss der vier bis dahin eigenständigen Orte Bernátovce, Buzice, Košťany und Všechsvätých. Die erste (indirekte) schriftliche Erwähnung erfolgte im Jahr 1248, als auf dem Platz des heutigen ein älteres Dorfes namens Kokšov genannt wurde. Im Laufe des 15. Jahrhunderts wurde das bis dahin als Einheit bestehende Dorf in die vier Orte aufgeteilt, diese behielten jedoch zusammen die mundartliche Bezeichnung Valaliky. Bis 1918/1919 gehörten die vier Orte im Komitat Abaúj-Torna zum Königreich Ungarn, dann kamen sie zur neu entstandenen Tschechoslowakei. Aufgrund des Ersten Wiener Schiedsspruches waren sie 1938 bis 1945 noch einmal Teil Ungarns. Seit 1993 ist die Gemeinde ein Teil der Slowakei.
Der einzige noch erhaltene Sakralbau ist die spätbarocke Kirche der Allerheiligen aus dem Jahr 1786.

## Bevölkerung
| Jahr                | 1994 | 2004    | 2014    | 2024    |
| ------------------- | ---- | ------- | ------- | ------- |
| Anzahl der Personen | 3563 | 3913    | 4264    | 4549    |
| Unterschied         |      | +9,82 % | +8,97 % | +6,68 % |

| Jahr                | 2023 | 2024    |
| ------------------- | ---- | ------- |
| Anzahl der Personen | 4520 | 4549    |
| Unterschied         |      | +0,64 % |

Die Bevölkerung ist in den letzten Jahren angewachsen (Volkszählung 1991: 3364; Volkszählung 2001: 3701; Schätzung 2006: 3927 Einwohner). Laut der Volkszählung von 2001 waren von 3701 Einwohnern 94,84 % Slowaken, 3,86 % Roma und andere. 92,76 % der Einwohner bekannten sich zur römisch-katholischen Kirche.